# Aplidium haouarianum
Aplidium haouarianum är en sjöpungsart som först beskrevs av Pérès 1956.  Aplidium haouarianum ingår i släktet Aplidium och familjen klumpsjöpungar. Inga underarter finns listade i Catalogue of Life.